# Nikolai Dmitrijewitsch Jakowlew
Nikolai Dmitrijewitsch Jakowlew (russisch Николай Дмитриевич Яковлев; * 19. Dezemberjul. / 31. Dezember 1898greg. in Staraja Russa, Gouvernement Nowgorod, Russisches Kaiserreich; † 9. Mai 1972 in Moskau, Russische Sowjetrepublik, Sowjetunion) war ein sowjetisch-russischer Marschall der Artillerie.

## Leben
Nikolai Dmitrijewitsch Jakowlew wurde 1916 in die Kaiserlich Russische Armee eingezogen und nahm als Unteroffizier am Ersten Weltkrieg teil. 1918 trat Jakowlew in die Rote Armee ein und nahm als Soldat am Russischen Bürgerkrieg und als Kommandeur der Artillerie der 7. Armee 1939–1940 am Winterkrieg teil.
Von 1941 bis 1946 – und damit während des Großen Vaterländischen Krieges – war er Chef der Hauptverwaltung für Raketen und Artillerie. Unter der Leitung von Jakowlew wurden neue Modelle von Artilleriewaffen und Munition entwickelt. Am 21. Februar 1944 wurde er zum Marschall der Artillerie befördert.
Von 1946 bis 1950 war er Abgeordneter des Obersten Sowjets der UdSSR (2. Legislaturperiode). Von 1955 bis 1960 war er Vertreter des Oberbefehlshabers der Sowjetischen Luftverteidigungsstreitkräfte.
Jakowlew starb 1972 und wurde auf dem Nowodewitschi-Friedhof in Moskau beigesetzt. Seine Söhne – der Historiker Nikolai Nikolajewitsch Jakowlew (1927–1996) und der Theaterkritiker Sergei Nikolajewitsch Jakowlew (1944–1991) – wurden neben ihm beigesetzt.

## Auszeichnungen
Beförderungen
- 4. Juni 1940: Generalleutnant[7]
- 22. Februar 1941: Generaloberst[7]
- 21. Februar 1944: Marschall der Artillerie[7]

- 6 × Leninorden (1941; 1942; 1945; 1948; 1956; 1958)
- 2 × Rotbannerorden (1944; 1949)
- 2 × Suworow-Orden I. Klasse (1944)
- Kutusoworden I. Klasse (1943)
- Orden des Roten Banners der Arbeit (1968)
- Jubiläumsmedaille „XX Jahre Rote Arbeiter-und-Bauern-Armee“
- Medaille „Für die Verteidigung Moskaus“
- Medaille „Sieg über Deutschland“
- Medaille „Für den Sieg über Japan“